# ジー・コミュニケーション
株式会社 ジー・コミュニケーション（英語: G.communication Co.,Ltd）は、愛知県名古屋市に本社を置く、全国のフランチャイズチェーンと外食企業群を束ねる事業再生型コンサルティング会社。

## 概要
元々は稲吉正樹が個人事業として1994年（平成6年）6月に愛知県岡崎市にて創業した学習塾「がんばる学園」が母体。2000年（平成12年）に居酒屋チェーン「高粋舎（はいからや）」1号店を開店したのを機に外食産業に進出すると共に社名を現社名に変更し、2005年（平成17年）以後、積極的なM&Aによりグループを拡大した。
リーマン・ショックの煽りを受ける形で2009年（平成21年）10月に稲吉が保有する株式の大半を日本振興銀行のグループ会社であるフーディーズ他3社に売却。その後2010年（平成22年）8月には、親会社のフーディーズが日本振興銀行の検査忌避問題に絡み資金調達が厳しくなった影響を受け、保有する全株式を阪神酒販に売却することを発表した。しかしその後2010年（平成22年）12月に株式売却の中止が発表され、フーディーズが親会社に留まった。だが、2012年9月4日（平成24年）にフーディーズが破産開始決定手続きを受けたため、2013年2月にはジーコミの社長である杉本英雄が新たに設立したクックイノベンチャーが第三者割当増資を受け親会社となった。なおクックイノベンチャーには「業務スーパー」を展開する神戸物産が出資しており、同年5月には神戸物産も親会社となった。
2020年6月、神戸物産が保有するクックイノベンチャーの全株式を社長の杉本らに譲渡し、神戸物産傘下から独立した。
なお創業時から手がけてきた学習塾部門や『NOVA』『GEOS』などのブランドを擁する英会話スクール部門等を統括するジー・エデュケーションは、2010年（平成22年）10月に創業者の稲吉が新たに設立した投資会社「いなよしキャピタルパートナーズ」に保有する全株式を売却しており、同社は社名を「NOVAホールディングス」に改めた上で現在は資本関係は消滅している。ただし、ジー・エデュケーションの経営陣はそのまま残り、業務提携関係は継続されていたものの、孫会社（ジー・テイストの子会社）であるジー・アカデミーが手がけていたNOVAのフランチャイズ事業を2018年3月末で終了し、学習塾事業も含めて教育事業から撤退することが明らかになっている。また、旧GEOSの海外法人は引き続きジー・コミュニケーション傘下に残留している。

## 主なグループ会社
- 株式会社焼肉坂井ホールディングス（旧社名:平禄株式会社→株式会社ジー・テイスト、東京証券取引所スタンダード市場上場） - 居酒屋以外の外食部門（「仙台平禄（平禄寿司）」「とりあえず吾平」「ちゃんこ江戸沢」「えん屋」「村さ来」など）を統括
- 株式会社ジー・フード - 居酒屋部門（「ハイカラヤ」「小樽食堂」など）を展開
- 株式会社ノーウェア - 高齢者介護事業
- ギンガシステム株式会社

### かつての関連会社
- 株式会社スイートスタイル - アイ・シグマ事業支援ファンド1号投資事業有限責任組合が全株式を取得。その後ミツウロコヴォイジャーズが子会社化。
- 株式会社グローバルアクト（旧社名:株式会社江戸沢）- 「江戸沢」等の名称で飲食業を展開。ジー・テイストに吸収合併される。
- 株式会社フードインクルーヴ（旧社名:株式会社村さ来）- 「村さ来」の名称で飲食業（主に居酒屋）を展開。ジー・テイストに吸収合併される。
- NOVAホールディングス株式会社/株式会社自分未来きょういく（旧社名:ジー・エデュケーション） - 「ITTO個別指導学院」「がんばる学園」の名称で学習塾を展開。外国語学校NOVA（株式会社NOVA（登記社名:株式会社ノヴァ））およびGEOS（株式会社ジオス）の受け皿企業となった。2010年（平成22年）10月にジーコム創業者が株式取得、資本関係を解消。
- 常楽酒造株式会社 - 阪神酒販に売却。
- 株式会社ハーシーズ - 2011年（平成23年）3月に保有全株式を譲渡。現在の株式会社コイサンズ。
- 株式会社GCOM KOREA - 2013年（平成25年）4月にグループ離脱。
- 関原酒造株式会社 - 2013年（平成25年）5月にグループ離脱。
- 株式会社ジー・ネットワークス（旧社名:株式会社パオ、東京証券取引所第二部上場） - 「長崎ちゃんめん」「おむらいす亭」を展開、2013年にジー・テイストに吸収合併
- 株式会社さかい（旧社名:株式会社焼肉屋さかい、JASDAQ上場） - 「焼肉屋さかい」を展開、2013年にジー・テイストに吸収合併
- 株式会社クック・オペレーション - 外食部門のグループ直営店の運営。ジー・テイスト、ジー・ネットワークス、さかいの直営店部門の移管により設立、2020年に焼肉坂井ホールディングスに吸収合併

## アントニオ猪木との関係
2010年（平成22年）6月7日にジー・テイストが新日本プロレスとの間で、プロレスラー・アントニオ猪木の肖像権等使用許諾契約を結んでおり、同グループでは猪木の名前を冠した居酒屋チェーン「アントニオ猪木酒場」を展開していたほか、かつて同グループ傘下だった常楽酒造から猪木の筆によるラベルを採用した焼酎「燃える闘魂」「道」を発売していた。また、猪木が2007年（平成19年）に旗揚げした新団体・イノキ・ゲノム・フェデレーション（IGF）に対しても支援を行っていた。しかし後に関係を縮小する方向に向かい、唯一残っていた「アントニオ猪木酒場」新宿店を2020年7月末に閉店したことで完全に関係が切れている。